# Quel motivetto...
Quel motivetto... è stato un programma televisivo italiano andato in onda dal 9 luglio all'8 settembre 1990, dal lunedì al sabato nella fascia preserale, alle 19.45 su Canale 5, per 54 puntate. La conduzione era di Raimondo Vianello, affiancato da Luana Colussi.

## La trasmissione
La trasmissione ricordava il noto format RAI Il Musichiere ed era basata su un semplice meccanismo che prevedeva una gara fra tre concorrenti per ogni puntata, che si sfidavano in quattro manche durante le quali dovevano indovinare i brani suonati in studio dall'orchestra di Hugo Heredia. Dopo le prime due manche, il concorrente con il montepremi più basso veniva eliminato dal gioco.
Al termine della terza manche si decretava come campione finale il concorrente in grado di indovinare un brano nascosto utilizzando il minor numero di note. Infine, nel gioco finale, il vincitore di puntata poteva aggiudicarsi un'automobile, indovinando 7 motivetti in un tempo massimo di 30 secondi.
Autori del gioco erano Giambattista Avellino e Alberto Consarino, mentre la scenografia, ispirata al pentagramma, era di Graziella Evangelista, la regia di Paolo Zenatello.

### Collocazione in palinsesto
Il programma venne collocato in palinsesto nella prestigiosa fascia preserale, occupata durante la stagione invernale dal gioco di Marco Columbro Tra moglie e marito. Si è trattato dell'ultimo quiz presentato da Vianello su Canale 5, poiché nel settembre dello stesso anno avrebbe ceduto la conduzione de Il gioco dei 9, in onda nella stagione invernale alle 19:00, a Gerry Scotti.

### Accoglienza e successo
Accolta dalla stampa come un'ispirazione al ben più noto programma RAI Il Musichiere, andato in onda diversi decenni prima, la trasmissione non venne riconfermata nel palinsesto di Canale 5 dopo il ciclo di 54 puntate trasmesse nell'estate 1990. Tuttavia sette anni dopo, nel 1997, nella medesima fascia oraria ma su Italia 1 è stata riproposta in una versione pesantemente ritoccata, con il titolo Sarabanda e la conduzione di Enrico Papi.